# 宮部和裕のドラゴンズEXPRESS
『宮部和裕のドラゴンズEXPRESS』（みやべかずひろのドラゴンズエクスプレス）は、CBCラジオで放送されていたラジオ番組。2010年度と2011年度のナイターオフ期の10月から3月にかけて放送された。

## 概要
- 『CBCドラゴンズナイター』の実況でおなじみの宮部和裕が、最新のドラゴンズ情報やドラゴンズの選手の声、なつかしの試合の名場面、様々なスポーツ情報やリスナー参加のクイズ、最新から懐かしの音楽で綴る2時間夜ワイド番組。
- 2011年度は、チアドラゴンズのメンバーが日替わりでアシスタントを務めた。
- 2012年3月で終了。2012年度からのナイターオフ番組は『ドラ魂KING』に移行した。宮部をはじめとする当番組の出演者は同番組にも引き続き出演しているほか、当番組で放送されていたコーナーのいくつかが同番組にも引き継がれている。

## 放送期間
- 2010年度 ： 2010年10月5日 - 2011年4月1日 （当初は3月24日に一旦終了予定だったが、東日本大震災の影響でプロ野球開幕が遅れる事になったため、4月1日まで放送となった）
- 2011年度 ： 2011年10月19日 - 2012年3月29日（本来は10月18日開始予定だったが、その時点で中日ドラゴンズの優勝が決まっておらず、繰り下げとなった）

## 放送日時
- 毎週火曜 - 金曜 18:00 - 20:00（JST）

## パーソナリティー

### メイン
- 宮部和裕

### ドラ番記者
その日のドラゴンズを取材し報告する
- 【火】角上清司
- 【水】高田寛之
- 【木】宮部和裕
- 【金】氏田朋子／夏目みな美（隔週で担当）

### アシスタント
2011年度はチアドラゴンズのメンバーが日替わりで担当。なお、2012年1月の第3週から出演者が入れ替わった。
- 【火】可児千裕（2011年10月25日 - 2012年1月10日）/太田みなみ（2012年1月17日 - 3月27日）
- 【水】塩見佳奈（2011年10月19日 - 2012年1月11日）/本多里香（2012年1月18日 - 3月28日）
- 【木】杉浦りほ（2011年10月20日 - 2012年1月12日）/早川真央（2012年1月19日 - 3月29日）
- 【金】新川由香里（2011年10月21日 - 2012年1月13日）/小木曽由真（2012年1月20日 - 3月23日）

放送開始が予定より1日繰り下げとなったため、可児の第1回出演は1週遅れとなった。また、塩見の第1回出演（同時に2011年度の第1回放送）は当日に中日のナゴヤドームでのシーズン最終戦が行われた関係で電話出演となった。さらに2012年のプロ野球開幕が3月30日（金曜日）となったため、小木曽の最後の出演は他のメンバーより1週早くなった。
なお、上記8人のうち出演開始時点ですでに2011年限りでの卒業を発表していた可児以外の7人はチアドラゴンズ2012メンバーにも選抜され、シーズン中のCBCドラゴンズナイターでもキーワードプレゼントのキーワードの読み上げなどで交替で出演しており、さらに「ドラ魂KING」にも交替で出演している。

### その他出演者
- 戸井康成 - 毎週木曜の「みやべごころん」にレギュラー出演。阪神タイガースファンであることを公言しており、阪神関連のトークで盛り上がることも多い。
- 増田護 - 中日新聞社中日スポーツ総局論説委員。「おさらいエクスプレス」の中で放送される「中スポ・増田の明日の一面」にレギュラー出演。
- 木村愛子 - 月刊ドラゴンズ記者。月1回、月刊ドラゴンズの発売に合わせて出演。元CBCアナウンサーであるため、宮部は木村を「先輩」と呼ぶこともある。

3人とも、「ドラ魂KING」にも引き続き出演している。

## 番組テーマ曲
- LISTEN TO THE STEREO!!／GOING UNDER GROUND
- 番組で使用されているのは、本来曲の最後に演奏されるピアノ・ソロが冒頭に来るように編集されたオリジナルバージョンである。
- この曲を使用したことが縁でGOING UNDER GROUNDの当番組へのゲスト出演が2011年の3月中旬に予定されていたが、東日本大震災の影響で取りやめとなった。この件については宮部が2011年3月15日（震災発生後最初の放送）の番組内でお詫びのコメントをしている。結局、GOING UNDER GROUNDのゲスト出演は実現しないまま、番組は終了した。

## タイムテーブル
2011年度
- 18:00 オープニング（前枠「夕刊アツキー!」よりスジャータ時報CMを挟んでステブレレス接続）
- 18:06 中日新聞ニュース
- 18:12 ドラ番エクスプレス（提供:積和不動産中部、碧海信用金庫）
- 18:21 交通情報（提供:まごころ畳）
- 18:24 ドラゴンズファクトリー
- 18:35 ドラゴンズスペシャル（提供:オーギヤ（火～金曜日）、まごころライフサービス（水、金曜日））
- 18:45 快適生活ラジオショッピング
- 18:51 チアドラインフォメーション
- 19:00 中日新聞ニュース
- 19:03 交通情報（提供:トヨタレンタリース名古屋）
- 19:06 スポーツエクスプレス
- 19:15 ドラうた
- 19:30 みやべごころん
- 19:40 おさらいエクスプレス
- 19:57 エンディング

2010年度
- 18:00 オープニング（前枠「ごごイチ」よりスジャータ時報CMを挟んでステブレレス接続。水曜日の「ごごイチ」のエンディングでは宮部が当番組の番宣のため、度々顔を出して出演者の久野誠や氏田朋子とトークをする場面が見られた。）
- 18:03 今日の一曲
- 18:06 中日新聞ニュース
- 18:10 ドラ番エクスプレス（提供:碧海信用金庫、積和不動産中部、将軍グループ）
- 18:19 道路情報（提供:まごころ畳）
- 18:22 スポーツエクスプレス
- 18:30 ドラゴンズスペシャル（提供:オーギヤ、真福寺（火、木曜日）、まごころライフサービス（水、金曜日））
- 18:45 快適生活ラジオショッピング
- 18:50 ドラワルクラシックス（「久野誠のドラゴンズワールド」の名物コーナーの復刻版。火:ドラゴンズファミリー、水:クイズドラゴンスファンの王様、木:連続野球私小説、金:ドラゴンズファクトリー）
- 19:00 中日新聞ニュース
- 19:03 道路情報（提供:福井ポンプ技研）
- 19:05 ドラうた
- 19:30 みやべごころん
- 19:35 New Song This Week
- 19:50 おさらいエクスプレス
- 19:57 エンディング